# Wohn- und Geschäftshaus Friedrich-Ebert-Straße 45
Das Wohn- und Geschäftshaus Friedrich-Ebert-Straße 45/45B im niedersächsischen Nordenham im Landkreis Wesermarsch stammt aus dem späten 19. Jahrhundert.

Aktuell (2023) wird es als Wohn- und Geschäftshaus sowie als Bürgerbüro der SPD genutzt.
Das Gebäude steht unter Denkmalschutz (siehe auch Liste der Baudenkmale in Nordenham).

## Beschreibung
Das zweigeschossige traufständige, historisierende, gelb verflieste und reich dekorierte Gebäude mit Mansarddach mit drei Dachhäusern sowie Giebelgauben, mit gerahmten Fenstern im OG und darüber dem Traufgesims und dem Putzband über den EG mit mehreren Läden, sowie mit sechs Hermen unterhalb von Gesimsen und der Dachhäuser, wurde im späten 19. Jahrhundert als Doppelhaus gebaut.
Das Landesdenkmalamt befand zur Bedeutung: „… Teil einer Gruppe baulicher Anlagen …“ zu der die Gebäude Friedrich-Ebert-Straße Nr. 36, Nr. 39 und 41 sowie 45/45B und 46 gehören.